# Щукин, Владимир Николаевич
Влади́мир Никола́евич Щу́кин (28 мая 1929, Кудымкар, Коми-Пермяцкий НО, Уральская область, РСФСР — 15 марта 2017, Иркутск, Российская Федерация) — советский геолог, ведущий научный сотрудник лабораторий стратегических исследований и технико-экономических обоснований института «Якутниипроалмаз» АК «АЛРОСА». Лауреат Ленинской премии.

## Биография
В 1952 году окончил Уральский государственный университет, по распределению направлен в Южную Якутию.
Геолог партий № 3 и № 167. На одной из рек бассейна Алдана в галечнике обнаружил алмаз.
С 1954 года начальник партии Амакинской экспедиции. Обнаружил три кимберлитовые трубки. Первооткрыватель трубки Удачная (1955) — одного из крупнейших советских месторождений алмазов. Также являлся одним из первооткрывателей алмазной трубки «Сытыканская» и Инаглинского месторождения платины.
В последующем — начальник партии Ботуобинской ГРЭ, главный геолог экспедиции № 12 Приленского производственно-геологического объединения.
С 1986 года главный специалист, и. о. старшего научного сотрудника лаборатории технико-экономических обоснований, главный специалист отдела экономики комплексной лаборатории, ведущий научный сотрудник лабораторий стратегических исследований и технико-экономических обоснований института «Якутниипроалмаз» АК «АЛРОСА».
Владимир Щукин был участником двух творческих экспедиций известного советского поэта Евгения Евтушенко по рекам Вилюй (1973) и Колыма (1977). Из восьми стихотворений вилюйского цикла Евгений Евтушенко одно посвятил Владимиру Николаевичу Щукину — «Плач по брату».
С 1996 года на пенсии, жил в Иркутске.

### Публикации
Книга
- Бобриевич А. П., Бондаренко М. Н., Гневушев М. А., Кинд Н. В., Корешков Б. Я., Курылева Н. А., Нефедова З. Д., Попугаева Л. А., Попова Е. Э., Скульский В. Д., Смирнов Г. И., Юркевич Р. К., Файнштейн Г. Х., Щукин В. Н. Алмазы Сибири. — М.: Госгеолтехиздат, 1957. — 159 с.

Статьи
- Харькив А. Д., Борис Е. И., Иванив И. Н., Щукин В. Н. К характеристике трубок взрыва Мало-Ботуобинского района // Советская геология. — 1972. — № 8. — С. 51—65.
- Зведер Л. Н., Щукин В. Н. К вопросу о природе разрывов на Даалдынском кимберлитовом поле // Геология и геофизика. — 1960. — Т. 1, № 6. — С. 132—134.
- Добрецов Н. Л., Зуенко В. В., Минорин В. Е., Синяев В. Н., Харькив А. Д., Шемякин М. Л., Щукин В. Н. Применение анализа тренда для выяснения площадных закономерностей и прогнозирования алмазоносности // Доклады Академии наук СССР. — 1971. — Т. 200, № 6. — С. 1403—1406.
- Козлов И. Т., Щукин В. Н. Кора выветривания на траппах центральной части Сибирской платформы // Геология и геофизика. — 1964. — Т. 5, № 2. — С. 137—140.
- Никулин В. И., Щукин В. Н., Фон-дер-Флаасс Г. С. Эффективность прогнозно-поисковых работ по выявлению скрытых первоисточников алмазов // Региональная геология и металлогения. — 2005. — № 26. — С. 67—72. — ISSN 0869-7892.

## Награды и премии
- Ленинская премия (1957) — за открытие промышленного месторождения алмазов в ЯАССР
- орден Трудового Красного Знамени (1957)
- медаль «За доблестный труд» (1970)
- Заслуженный геолог ЯАССР
- медаль «Ветеран труда» (1987)
- За выдающиеся заслуги в создании минерально-сырьевой базы для алмазодобывающей промышленности республики, личный вклад в геологическое изучение и разведку недр северо-востока России и Якутии, многолетний добросовестный труд награждён Орденом «Полярная Звезда» (2007)[2].
- Присвоено звание «Почётный гражданин Мирнинского района» (1967)[3].
- Присвоено звание «Почётный гражданин города Удачного» (1995)[4].

## Память
- В 1989 году в Алакит-Мархинском кимберлитовом поле Амакинской экспедицией было открыто 5 новых кимберлитовых трубок, одна из которых названа в честь первооткрывателя якутских алмазов Щукина.
- В честь первооткрывателя трубок «Удачная» и «Сытыканская» Владимира Николаевича Щукина алмазу весом 80,73 карата, добытому 28 июля 1995 года на фабрике № 12 из кимберлитов трубки «Удачная», присвоено имя «Владимир Щукин».